# Långbrodal

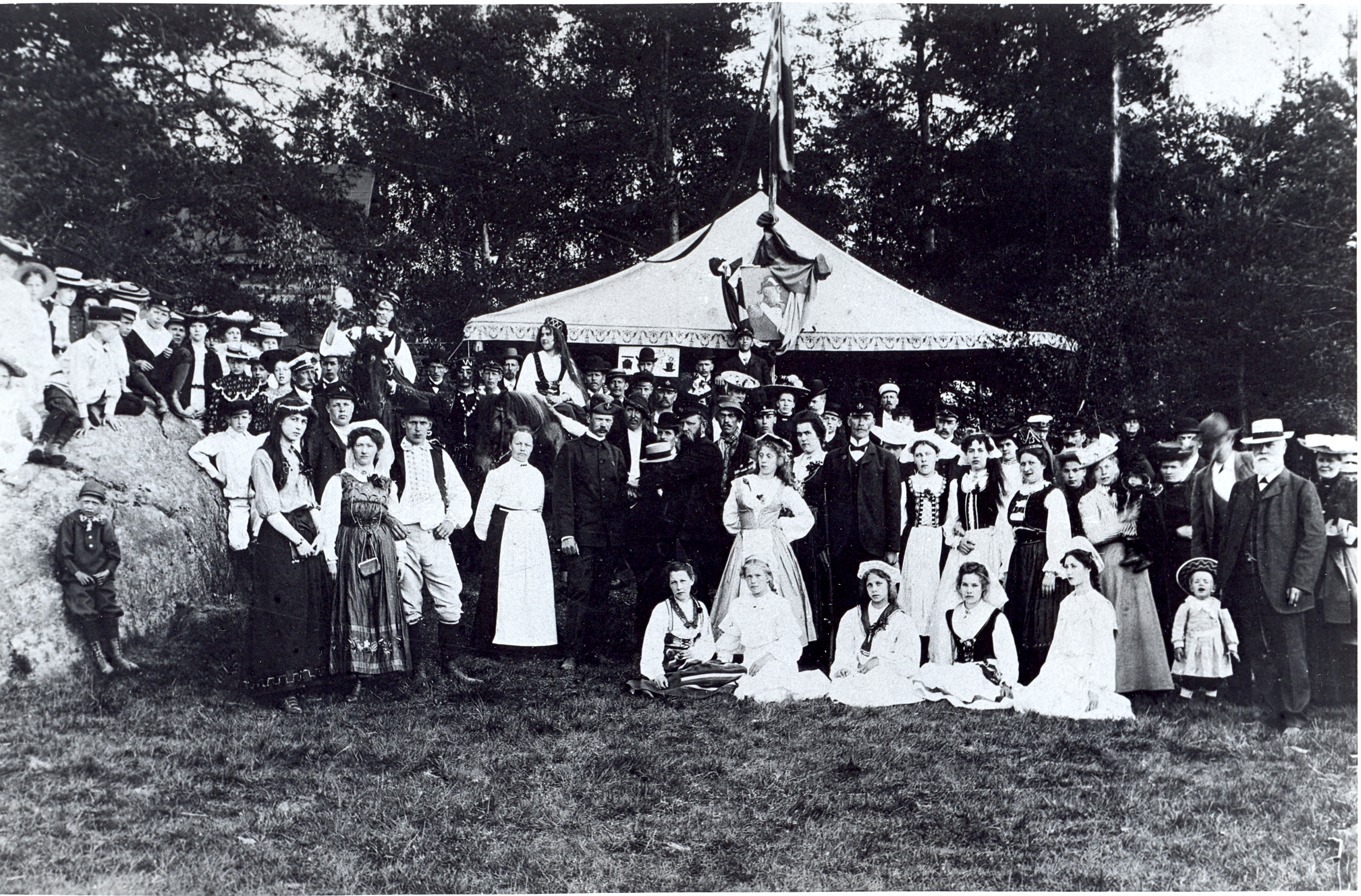
Långbrodals skytteförening år 1904. Foto taget Pukslagarg.-Linbodav.

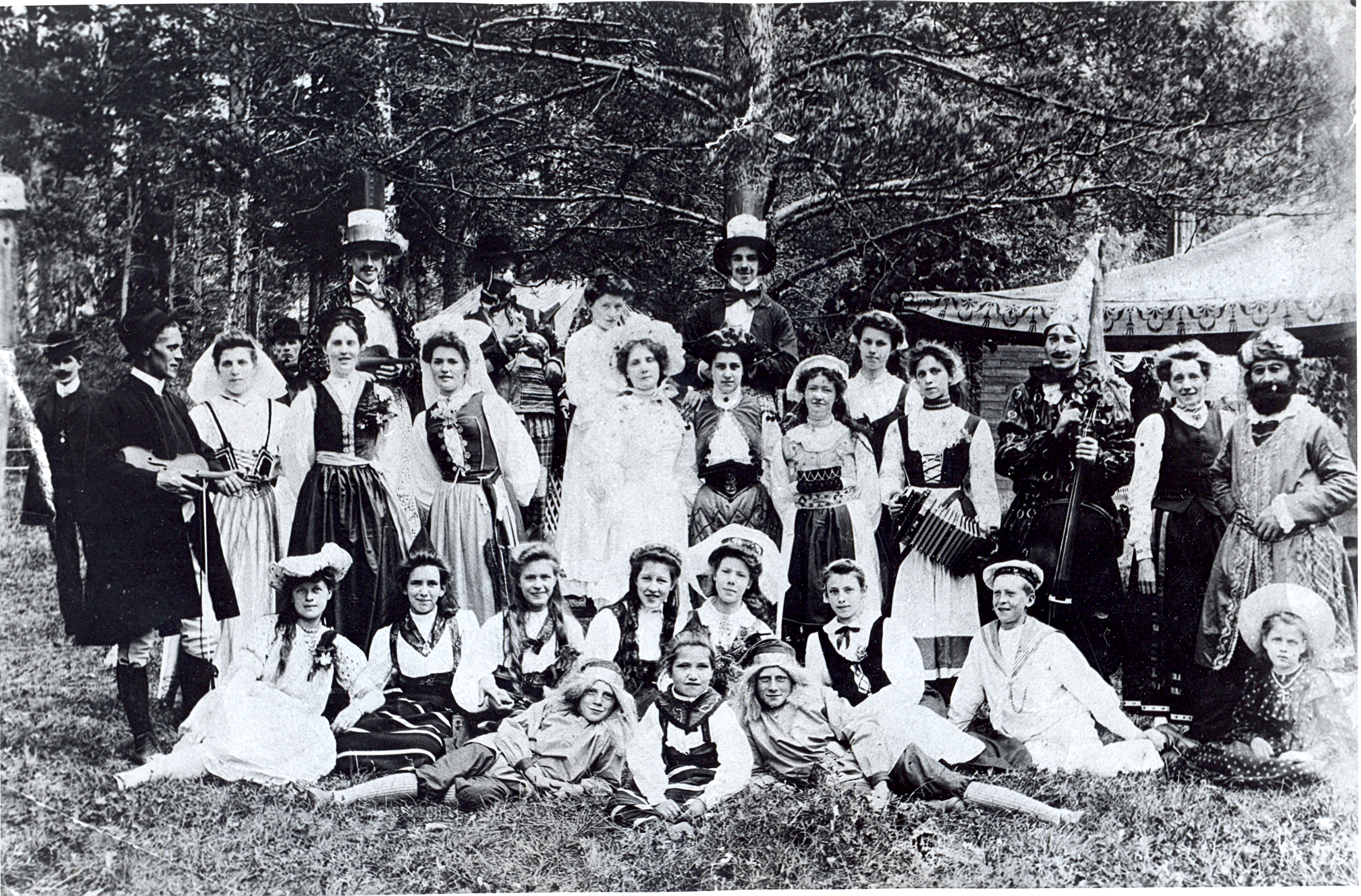
Långbrodals skytteförening år 1905. Foto taget Pukslagarg.-Linbodav.

Långbrodal utgjorde en tidigare stadsdel inom Stockholms kommun inom Älvsjö stadsdelsområde. År 1940 uppgick stadsdelen i de nuvarande stadsdelarna Långbro och Långsjö. Långbrodal villasamhälle bildades ursprungligen genom avstyckningar av tomter från Långbro gård.

## Historik
År 1899 började ägaren till Långbro gård, Alfred Söderlund att stycka av tomter öster om gården. Detta område kallades Långbrodal och det framväxande samhället Långbrodals villasamhälle. Mellan åren 1899 fram till 1933, då de gamla avstyckningsnumren ersattes med stadsägobeteckningar, hade totalt 288 tomter avstyckats och bebyggts, numrerade 1-288. De första egnahemsbyggarna var handlaren Nils Holmqvist och slottsknekten Gustav Bergström vilka köpte tomter år 1899. Fastigheterna finns kvar idag på adresserna Långbrodalsvägen 55 respektive Långsjövägen 30.
Förhållandena var primitiva. Det fanns varken belysning, vatten eller avlopp i området. Trots löften om framkomliga vägar dröjde också detta för pionjärerna. Man var därför tvungen att lägga ut landgångar i trä för att kunna nå Älvsjö station.
Stadsdelens centrala affärsgata på 1930-talet utgjordes av Storgatan (nuvarande Långbrodalsvägen).

## Stadsdelens utsträckning
Stadsdelen bildades 1932 och dess gränser finns markerade på 1934 års karta över Stockholm med omnejd, upprättad 1917-34. Denna karta finns tillgänglig på Stockholmskällan.